# Silberbandtaube
Die Silberbandtaube (Columba jouyi), auch als Riu-Kiu-Taube bezeichnet, ist eine ausgestorbene Taubenart, die in den dichten Wäldern der Ryūkyū-Inselkette (veraltet: Riukiu) endemisch war. Das Artepitheton bezieht sich auf den Ornithologen und Vogelsammler Pierre Louis Jouy.

## Beschreibung
Die Silberbandtaube erreichte eine Länge von 45 Zentimetern. Das Gefieder war allgemein schieferschwarz. Kopf, Hals, Oberrücken und Flanken hatten einen purpurfarbenen Glanz. Der Unterrücken hatte einen metallisch-grünen Schimmer. Über den Schultern verlief ein hellgraues halbmondförmiges Band. Die Füße waren purpurrot. Der Schnabel war grünblau mit einer hellen Spitze.

## Verbreitung
Die Verbreitung erstreckte sich auf mehrere Inseln der Ryūkyū-Inselkette, einschließlich Iheya-jima, Izena-jima, Okinawa Hontō, Yagaji-jima, Kerama-Inseln, Zamami-jima und Ie-jima sowie Kita-daitō und Minami-daitō in den Daitō-Inseln.

## Lebensweise
Informationen über ihre Lebensweise sind nicht bekannt. Vergleiche mit ihren lebenden Verwandten legen die Vermutung nahe, dass sie sich von Früchten, Samen, Knospen und Neuaustrieben ernährte.

## Aussterben
Infolge von Habitatzerstörung, Überjagung und der Nachstellung durch invasive Fressfeinde war die Art bereits 1904 von Okinawa Hontō verschwunden. Auf den Daitō-Inseln wurde sie 1936 zuletzt gesammelt. Während einer Expedition im Jahre 1945 konnte sie nicht mehr nachgewiesen werden. Das Typusexemplar von 1887 befindet sich im Nationalen Museum für Natur und Wissenschaft in Tokio, drei weitere Exemplare werden im Yamashina-Institut für Ornithologie aufbewahrt.